# Diksnavelbladvogel
De diksnavelbladvogel (Chloropsis sonnerati) is een vogel uit de familie van de bladvogels.

## Kenmerken
De diksnavelbladvogel is 22 cm lang. De vogel is overwegend groen, van onder iets lichter dan van boven. Het mannetje heeft een zwarte keel waarin veren met een blauwe metaalglans.Vrouwtjes hebben deze keelvlek niet. De vogel lijkt sterk op de blauwbaardbladvogel, vooral de mannetjes. Het vrouwtje van de diksnavelbladvogel is gemakkelijker te onderscheiden omdat zij een geelgroene keel heeft en een lichte oogring die bij het vrouwtje van de blauwbaardbladvogel ontbreekt.

## Verspreiding en leefgebied
De broedgebieden van de diksnavelbladvogel liggen in Thailand, het schiereiland Malakka, Sumatra, Borneo en Java. Het is een uitgesproken bosvogel die voorkomt in regenwoud in laagland en heuvelland tot op 900 m boven de zeespiegel. De vogel komt ook voor in uitgekapt oerwoud en wordt daardoor zelfs bevoordeeld omdat er dan besdragende struiken en bomen opslaan waarop deze bladvogels foerageren.
De soort telt twee ondersoorten:
- C. s. zosterops: van zuidelijk Myanmar en Malakka tot Sumatra en Borneo.
- C. s. sonnerati: Java.

## Status
De diksnavelbladvogel was vrij algemeen, maar (op Borneo) minder algemeen dan de blauwbaardbladvogel. De diksnavelbladvogel heeft een groot verspreidingsgebied. De grootte van de populatie is niet gekwantificeerd, maar gaat (door ontbossingen) achteruit. De vogel wordt op grote schaal gevangen voor de kooivogelhandel. Om deze redenen staat deze bladvogel sinds 2019 als bedreigd op de Rode Lijst van de IUCN.

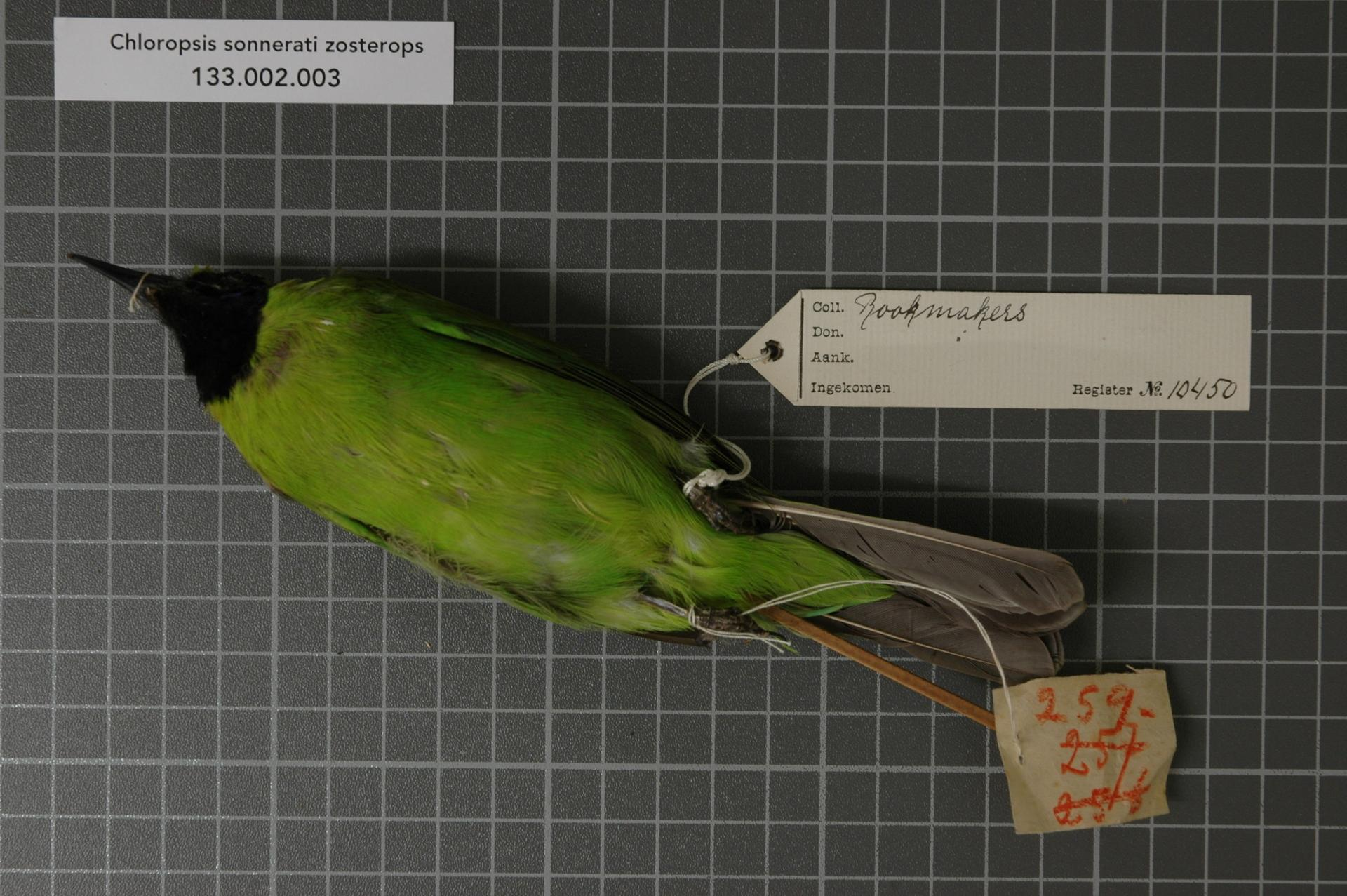
Chloropsis sonnerati zosterops Vigors & Horsfield, 1830, museumexemplaar Naturalis